# Campanha de repressão aos contrarrevolucionários

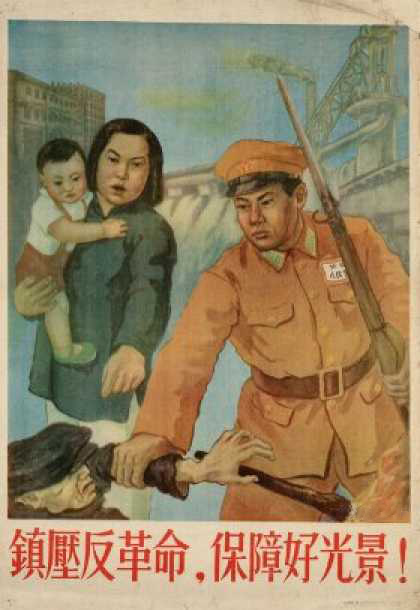
Um poster da campanha de repressão aos contrarrevolucionários.

A campanha de repressão aos contrarrevolucionários (zhen fan 镇 反, ou Zhenya fan'geming 镇压 反革命, "reprimir os contrarrevolucionários" ) começou em março de 1950, quando o Comité Central do Partido Comunista da China emitiu uma ordem: Instrução sobre a repressão severa de atividades contrarrevolucionárias (关于 严厉镇压 反革命分子 活动 的 指示). Foi a primeira campanha lançada pela República Popular da China destinada a erradicar os elementos da oposição, especialmente ex-funcionários do Kuomintang com alegada tentativa de minar o novo regime.
De acordo com as estatísticas oficiais do Partido Comunista Chinês (PCC) e do governo chinês em 1954, pelo menos 2,6 milhões de pessoas foram presas na campanha e 712 mil pessoas foram executadas. No entanto, acadêmicos e pesquisadores deram um número estimado de mortes mais alto (em milhões). Os objetivos de tais grandes campanhas políticas receberam rótulos políticos negativos iguais ao atribuídos a um estatuto de classe. Os alvos durante a campanha para eliminar os contrarrevolucionários em 1951, foram posteriormente rotulados como "contrarrevolucionários", como "malditos e seus descendentes a partir desse ponto." Um número significativo de "contrarrevolucionários" foram presos e executados, e a maioria condenados a "reforma através do trabalho" (laodong gaizao 劳动 改造).